# Al-Shorta SC
Al-Shorta SC (arab. ‏ادي الشرطة الرياضي‎) – iracki klub piłkarski, mający siedzibę w mieście Bagdad, grający w sezonie 2023/2024 w Iraq Stars League.
Klub został założony w 1932 jako Al-Shorta Select XI, później zmieniając nazwę na Al-Shorta SC.
W sezonie 2023/2024 zespół wygrał Puchar Iraku. Ponadto 7-krotnie zwyciężył mistrzostwo Iraku.
Jedyny spadek w swojej historii klub zaliczył w 1949 roku.

## Sukcesy

### Trofea krajowe
| \| \| Zdobyte trofea w rozgrywkach Iraku (stan 8 września 2023) \| |                                                           |      |                                                               |
| Rozgrywki                                                          | Osiągnięcie                                               | Razy | Sezon(y)                                                      |
| Mistrzostwo                                                        | I miejsce                                                 | 7    | 1979/80, 1997/98, 2012/13, 2018/19, 2021/22, 2022/23, 2023/24 |
| Puchar Iraku                                                       | zdobywca                                                  | 1    | 2023/24                                                       |
| Puchar Iraku                                                       | finalista                                                 | 5    | 1977/78, 1995/96, 1996/97, 2001/02, 2002/03                   |
| Superpuchar Iraku                                                  | zdobywca                                                  | 2    | 2019, 2022                                                    |
| Superpuchar Iraku                                                  | finalista                                                 | 1    | 1998                                                          |
| Irak                                                               | Zdobyte trofea w rozgrywkach Iraku (stan 8 września 2023) |      |                                                               |

## Obecny skład
Stan na 26 sierpnia 2024
| Nr | Poz. | Piłkarz                |
| -- | ---- | ---------------------- |
| 1  | BR   | Ahmed Basil            |
| 4  | OB   | Manaf Younis           |
| 6  | PO   | Sajad Jassim           |
| 7  | NA   | Mahmoud Al Mawas       |
| 9  | NA   | Hussein Ali            |
| 11 | NA   | Bassam Shakir          |
| 14 | PO   | Abdoul Madjid Moumouni |
| 15 | OB   | Ahmed Yahya            |
| 16 | PO   | Mohammed Mezher        |
| 17 | NA   | Ahmed Farhan           |
| 20 | PO   | Idrissa Niang          |
| 20 | OB   | Haider Ali             |
| 22 | BR   | Mohammed Kareem        |
| 24 | OB   | Faisal Jasim           |
| 25 | PO   | Abdul Razaq Qassem     |
| 27 | OB   | Ameer Sabah Khudhair   |
| 30 | NA   | Fahd Youssef           |

| Nr | Poz. | Piłkarz                 |
| -- | ---- | ----------------------- |
| 31 | NA   | Ahmed Zero              |
| 32 | BR   | Abbas Kareem            |
| 33 | NA   | Hussein Sadeq           |
| 36 | OB   | Salomon Bindjeme II     |
| 37 | PO   | Ousmane Kokoe Coumbassa |
| 37 | PO   | Haider Adel             |
| 38 | NA   | Abbas Mohammed          |
| 40 | PO   | Zaid Mahdi Shaway       |
|    | OB   | Djamel Benlamri         |
|    | PO   | Rewan Amin              |
|    | NA   | Mohammed Dawood Yaseen  |
|    | NA   | Mohanad Ali             |
|    | NA   | Shararh                 |
|    | OB   | Hasan Raed              |
|    | NA   | Ammar Ghalib            |
|    | OB   | Akam Hashem             |
|    | NA   | Atheer Saleh            |